# Scottish League Cup 2009-2010
La Scottish League Cup 2009-10 è stata la 64ª edizione della seconda più prestigiosa competizione ad eliminazione diretta della Scozia, nota per ragioni di sponsor anche come CIS Insurance Cup.
A vincere il torneo son stati i Rangers, che hanno sconfitto il St. Mirren in finale per 1-0 grazie al gol di Kenny Miller.

## Calendario
| Turno            | Prima partita                          | Qualificate | Num. squadre |
| ---------------- | -------------------------------------- | ----------- | ------------ |
| 1º turno         | Saturday 1 August 2009                 | 16          | 32 → 16      |
| 2º turno         | Tuesday/Wednesday 25/26 August 2009    | 10          | 20 → 10      |
| 3º turno         | Tuesday/Wednesday 22/23 September 2009 | 8           | 16 → 8       |
| Quarti di finale | Tuesday/Wednesday 27/28 October 2009   | 4           | 8 → 4        |
| Semifinali       | Tuesday/Wednesday 3/4 February 2010    | 2           | 4 → 2        |
| Finale           | Sunday 21 March 2010                   | 1           | 2 → 1        |

## Primo Turno
| Squadra 1          | Risultato         | Squadra 2          |
| ------------------ | ----------------- | ------------------ |
| Brechin City       | 4 – 0             | Elgin City         |
| Queen's Park       | 1 – 4             | Queen of the South |
| Inverness          | 4 – 0             | Annan Athletic     |
| Stenhousemuir      | 0 – 5             | St. Johnstone      |
| Ross County        | 5 – 0             | Montrose           |
| East Stirlingshire | 3 – 6             | St. Mirren         |
| Partick Thistle    | 5 – 1             | Berwick Rangers    |
| East Fife          | 2 – 3             | Raith Rovers       |
| Dundee             | 5 – 0             | Stranraer          |
| Stirling Albion    | 2 – 1 (dts)       | Ayr Utd            |
| Airdrie Utd        | 0 – 0 (3 - 4 dcr) | Alloa Athletic     |
| Cowdenbeath        | 1 – 3             | Morton             |
| Peterhead          | 0 – 3             | Arbroath           |
| Albion Rovers      | 3 – 0             | Livingston         |
| Clyde              | 1 – 3             | Forfar Athletic    |
| Dumbarton          | 0 – 5             | Dunfermline        |

## Secondo Turno
| Squadra 1       | Risultato | Squadra 2           |
| --------------- | --------- | ------------------- |
| Inverness       | 4 – 0     | Albion Rovers       |
| Forfar Athletic | 2 – 4     | Dundee              |
| Dunfermline     | 3 – 1     | Raith Rovers        |
| Arbroath        | 0 – 6     | St. Johnstone       |
| Partick Thistle | 1 – 2     | Queen of the South  |
| Alloa Athletic  | 0 – 2     | Dundee Utd          |
| Hibernian       | 3 – 0     | Brechin City        |
| Ross County     | 2 – 1     | Hamilton Academical |
| Kilmarnock      | 3 – 1     | Greenock Morton     |
| Ayr Utd         | 0 – 2     | St. Mirren          |

## Terzo Turno
| Squadra 1          | Risultato   | Squadra 2     |
| ------------------ | ----------- | ------------- |
| Dundee             | 3 – 2 (dts) | Aberdeen      |
| Falkirk            | 0 – 3       | Celtic        |
| Hearts             | 2 – 1       | Dunfermline   |
| Hibernian          | 1 – 3       | St. Johnstone |
| Kilmarnock         | 1 – 2       | St. Mirren    |
| Motherwell         | 3 – 2 (dts) | Inverness     |
| Queen of the South | 1 – 2       | Rangers       |
| Ross County        | 0 – 2       | Dundee Utd    |

## Quarti di finale
| Squadra 1     | Risultato | Squadra 2  |
| ------------- | --------- | ---------- |
| Dundee        | 1 – 3     | Rangers    |
| St. Johnstone | 2 – 1     | Dundee Utd |
| St. Mirren    | 3 – 0     | Motherwell |
| Celtic        | 0 – 1     | Hearts     |

## Semifinali
| Squadra 1 | Risultato | Squadra 2     |
| --------- | --------- | ------------- |
| Hearts    | 0 – 1     | St. Mirren    |
| Rangers   | 2 – 0     | St. Johnstone |

## Finale
| Squadra 1  | Risultato | Squadra 2 |
| ---------- | --------- | --------- |
| St. Mirren | 0 – 1     | Rangers   |

| Arbitro: | Craig Thomson |

|  |           |            |
|  | Marcatori | 84’ Miller |